# Czaplinek (stacja kolejowa)
Czaplinek – stacja kolejowa w Czaplinku, w powiecie drawskim, w województwie zachodniopomorskim, w Polsce.

## Ruch pasażerski
| Rok  | Wymiana pasażerska na dobę |
| ---- | -------------------------- |
| 2017 | 100-149                    |
| 2022 | 200-299                    |
| 2024 | 200-299                    |

## Festival Pol'and'Rock
Od 2022 roku Lądowisko Czaplinek-Broczyno stało się gospodarzem festiwalu Pol’and’Rock Festival. W związku z tym, w okresie trwania wydarzenia, dworzec kolejowy w Czaplinku staje się głównym punktem przesiadkowym dla tysięcy festiwalowiczów. Na czas festiwalu w 2025 roku uruchomiono aż 127 dodatkowych pociągów, aby zapewnić sprawny transport dla uczestników imprezy.
W ramach 33. edycji Wielkiej Orkiestry Świątecznej Pomocy, dworzec w Czaplinku został również przedmiotem aukcji. Spółka BM Solutions wylicytowała symboliczne prawo do nadania nazwy obiektowi – na okres od 30 lipca 2025 do 30 lipca 2026 roku dworzec funkcjonuje pod nazwą „Dworzec im. Firmy DoPaliw”. Został także oznakowany specjalnymi bandami wizualnymi.

## Połączenia
- Drawsko Pomorskie
- Runowo Pomorskie
- Stargard
- Szczecin
- Szczecinek